# Igor Chouvalov
Igor Ivanovitch Chouvalov (en russe : Игорь Иванович Шувалов), né le 4 janvier 1967 à Bilibino, est un homme politique et avocat russe. Il est de 2008 à 2018 le premier vice-Premier ministre du gouvernement russe.
Il a le grade civil de conseiller d'État effectif de la fédération de Russie de 1re classe.